# Juhász Illés
Juhász Illés (Szeged, 1968. május 22. –) magyar színész.

## Életpályája
1986-ban érettségizett a budapesti Berzsenyi Dániel Gimnáziumban. 1986–1988 között az Arany János Színház Stúdiójának tagja volt. 1988–1989-ben a Gór Nagy Mária Színitanoda tagjaként kapta meg a Magyar Színészkamara Színész I. minősítését. 1988/89-ben játszott az Angyalbőrben című magyar sorozatban. 1991–1998 között az első magyar szappanopera, a Família Kft. főszereplője volt (Vili szerepében). 1999 óta a székesfehérvári Vörösmarty Színház tagja.

## Színházi szerepei
- Hair – GNM Színitanoda
- Grease – GNM Színitanoda
- Família-musical
- Pinter: Étellift (Ben) rendezte: Neuman Péter
- Verebes: Üzenet (Szabó) rendezte: Kolos István
- Egressy: Sóska, sültkrumpli (Bíró) rendezte: Koleszár Bazil Péter
- Teaház az augusztusi holdhoz (Sakini) rendezte: Galambos Zoltán

A  székesfehérvári Vörösmarty Színházban játszott szerepek:
1999/2000
- Kosztolányi Dezső: Édes Anna (Druma) rendezte: Guelmino Sándor

- Fejes-Presser-Sztevanovity: Jó estét nyár, jó estét szerelem  (Orvos) rendezte:Kerényi Miklós Gábor
- Korniss Mihály: Körmagyar (Fiatal elvtárs) rendezte: Horváth Péter
- Dés-Nemes-Böhm-Korcsmáros-Horváth: Valahol Európában (Leventeoktató) rendezte:Varsányi Anikó
- Purzsinszky: Fekete király (Somogyi tanácsnok) rendezte: Salamon Suba László
- Szigligeti: Liliomfi (Ifjú Swartz) rendezte: Szilágyi Tibor
- Kiss Anna: Basarózsák (Török) rendezte: Horváth Péter
- Feydeau-Schwajda-Fekete: Egy hölgy a Maximból (Monsieur Courtoise) rendezte: Iglódi István

2000/2001
- Szabó Magda: Sziluett (Hunzmayer, Fáy)  rendezte: Varsányi Anikó
- Weöres Sándor: Holdbeli csónakos (Idomeneus, krétai fejedelem) rendezte: Kőváry Katalin
- Shakespeare: Lóvátett lovagok (Longaville) rendezte: Kozák András
- Balogh-Kerényi-Lázár-Ferencz: Csíksomlyói passió (Bélpoklos, Leprás, Pásztor, 3. Sátány) rendezte: Szélyes Imre
- Andersen-Adorján Viktor: A császár új ruhája (III. Fényeskedő Balambér Császár) rendezte: Adorján Viktor
- Szirmai-Bakonyi-Gábor: Mágnás Miska (Gusztáv) rendezte: Iglódi István

2001/2002
- Stein-Bock-Harnick: Hegedűs a háztetőn (Mendel, a rabbi fia) rendezte: Balázs Péter
- Vajda Katalin: Legyetek jók, ha tudtok (Parancsnok) rendezte: Szélyes Imre
- Csehov: Sirály (Medvegyenko) rendezte: Kozák András
- Eisemann-Szilágyi: Tokaji aszú (Devernyák) rendezte: Kozák András
- Lázár Ervin: Bikfi-bukfi bukferenc (Dömdödöm) rendezte: Adorján Viktor
- Bakonyi-Heltai-Kacsóh: János vitéz  (Gazda I., Szellem I., Tábornok) rendezte: Balikó Tamás

2002/2003
- Békeffi-Kellér-Kálmán Imre: Csárdáskirálynő (Mérő) rendezte:  Kozák András
- Csiky Gergely: A nagymama (Pincér) – szerepátvétel rendezte: Balázs Péter
- Frank-Pozsgai-Walla: Jézus tanítványai (Martin) rendezte: Félix László
- Goldman:  Az oroszlán télen (Gottfried) rendezte: Esztergályos Károly
- Jókai-Földes: A kőszívű ember fiai (Pallwitz Ottó) rendezte: Kozák András
- Rejtő-Nádassy-Eisemann-Nóti-Nemlaha: Kabaré kávéház
- Kodály: Háry János (Napóleon) rendezte: Balikó Tamás

2003/2004
- C.Schittenhelm-Pozsgai: Az éjszaka lánya (Öregember, Strici, Rendőr) rendezte: Pozsgai Zsolt
- Exupery: A kis herceg (Pilóta) rendezte: Nagy Katalin
- Shakespeare: Szeget szeggel (Őrmester) rendezte: Galambos Péter
- Hellstenius: Bolondok háza (Frank) rendezte: Telihay Péter
- Müller Péter:A vihar kapujában (Pap) rendezte: Kolos István
- Heltai: A Tündérlaki lányok (Petrencey Gáspár) rendezte: Kolos István
- Kander-Ebb-Fosse: Chicago (Amos Hart) rendezte: Szurdi Miklós

2004/2005
- Shakespeare: Szentivánéji álom (Vackor) rendezte: Galambos Péter
- Moravetz: Házastársat adok-veszek  /rádiójáték/  (Rezsőke) rendezte: Szurdi Miklós
- Kosztolányi: Édes Anna (Druma) rendezte: Guelmino Sándor
- Verne: 80 nap alatt a Föld körül (Több szerepben) rendezte: Lendvay Zoltán
- Bernstein: A csodák városa (Lonigan rendőr) rendezte: Szurdi Miklós

2005/2006
- Vörösmarty: Csongor és Tünde (Balga) rendezte: Vladislav  Troitskij
- Terje Nordby: Jégszirom (Andreas) rendezte: Valló Péter
- Szomor-Szurdi-Valla:Diótörő és egérkirály (Apa és Király, Pantalone) rendezte:Szurdi Miklós

2006/2007 
- Ábrahám-Földes-Harmath: Viktória (Állatorvos) rendezte: Moravetz Levente és Szurdi Miklós
- Moldova György: Malom a pokolban (Deseő) rendezte: Kolos István
- Döme Zsolt - Szurdi András - Szakál Attila: Kísértet tangó (Dedi) rendezte: Szurdi Miklós
- Shakespeare: III.Richárd (Clarence gyilkosa 2) rendezte: Szurdi Miklós

2007/2008
- Turgenyev: Egy hónap falun (Golubov) rendezte: Kolos István
- Feydeau: Bolha a fülbe (Finache doktor) rendezte: Réczei Tamás
- Elton John-Tim Rice: Aida  (Amonasro) rendezte: Szurdi Miklós és Szomor György
- David Gieselmann: Kolpert úr  (Bastian Mole) rendezte: Csiszár Imre

2008/2009
- Dickens: Copperfield David (Dr. Chilip) rendezte: Kolos István
- Gogol: A revizor (Dobcsinszkij) rendezte: Koltai Róbert
- Schiller: Stuart Mária (Amias Paulet) rendezte: Szűcs Gábor

2009/2010
- Csehov: Cseresznyéskert (Jepihodov, Szemjon Pantyelejevics, könyvelő) rendezte: Guelmino Sándor
- Szophoklész: Elektra (Nevelő) rendezte: Galambos Péter
- T. Williams: A vágy villamosa (Steve) rendezte: Harangi Mária
- Shakespeare: Vízkereszt, vagy bánom is én (Rendőr) rendezte: Keszég László

2010/2011
- Egressy Zoltán: Portugál (Pap) rendezte: Árkosi Árpád
- Shakespeare: Macbeth (Az angol hadak vezére, százados, első gyilkos) rendezte: Kálloy Molnár Péter
- Agatha Christie: Fekete kávé (Japp felügyelő) rendezte: Telihay Péter

2011/2012
- Óz, a nagy varázsló (Mumpic és Nyugor miniszter, Őr Smaragdvárosban, Henry bácsi Kansasben) rendezte: Silló Sándor
- Tasnádi István: Finito (Szomszéd Misi) rendezte: Hargitai Iván
- Kálmán-Stein-Jenbach-Békeffy-Kellér-Gábor-Mohácsi fivérek: A csárdáskirálynő (Gróf Wesselényi, Doktor Serényi) rendezte: Mohácsi János
- Osztrovszkij: Vihar (Férfi 2) rendezte: Valló Péter
- Dés-Geszti-Békeffy: A dzsungel könyve (Akela) rendezte: Szurdi Miklós

2012/2013
- Herczeg: Bizánc (Murzafox) rendezte: Bagó Bertalan
- Schiller: Don Carlos (Don Raimundo de Taxis, főpostamester) rendezte: Bagó Bertalan

2013/2014
- Rideg Sándor: Indul a bakterház (Csendőr II) rendezte: Bagó Bertalan
- Lerner-Loewe: My Fair Lady (Harry) rendezte: Szikora János
- Bulgakov: Mester és Margarita (Sztopa, Zagrirov, Kövér, Patkányölő) rendezte: Hargitai Iván
- Moliere: A fösvény (Simon, pénzközvetítő, rendbiztos) rendezte: Hargitai Iván

2014/2015
- Ábrahám-Szilágyi-Kellér: 3:1, a szerelem javára (Bence, Bob, Pedellus) rendezte: Bagó Bertalan
- Bulgakov: Őfelsége komédiása (Bartholomé atya, vándorprédikátor) rendezte: Bagó Bertalan
- Presser-Sztevanovity: A padlás (Robinson, a gép) rendezte: Lendvai Zoltán
- Shakespeare: Hamlet (Bernardo, színész, Lucianus, nemesúr) rendezte: Szikora János

2015/2016
- Shakespeare: A Velencei kalmár (Aragon hercege, Portia kérője) rendezte: Bagó Bertalan
- Szilágyi-Zerkovitz: A csókos asszony (Salvato Philippo, főkomornyik) rendezte:Hargitai Iván
- Wassermann: Száll a kakukk fészkére (Williams ápoló) rendezte: Horváth Csaba
- Kocsák-Somogyi-Miklós: Abigél (Suba, a pedellus) rendezte: Somogyi Szilárd

2016/2017
- Háy János: Herner Ferike faterja (Papi Jóska) rendezte: Bagó Bertalan
- Marton: Carmen (Börtönőr) rendezte: Horváth Csaba

2017/2018
- Dés-Geszti-Grecsó: A Pál utcai fiúk (Janó) rendezte: Keszég László
- Feydeau: A hülyéje (felügyelő) rendezte: Widder Kristóf
- Szabó Magda: Régimódi történet (Koporsós) rendezte: Tasnádi Csaba
- Brecht: Jóembert keresünk (Asztalos) rendezte: Bagó Bertalan
- Murakami Haruki: Kafka a tengerparton (James P. Warren őrnagy, negyvenes / Kutya, kamaszkorú, kan)  rendezte: Szikora János

2018/2019
- Sobor Antal: Perelj, uram! (Wunyewsky százados) rendezte: Szikora János
- Tenessee Williams: A vágy nevű villamos (Orvos) rendezte: Bagó Bertalan
- Madách Imre: Az ember tragédiája 1. (Több szerepben) rendezte: Szikora János, Bagó Bertalan, Hargitai Iván, Horváth Csaba

2019/2020
- Molnár Ferenc: Játék a kastélyban (Lakáj) rendezte: Szikora János
- Sárosi István: Trianon (Celákovsky, Jaromír; Berthold von, Leopold; Lansing, Robert; Böhm Vilmos) rendezte: Szikora János

## Televízió- és filmszerepei
- 1988-1989: Angyalbőrben (Klammer Péter) rendezte: Szurdi Miklós és Gát György
- 1991: Hamis a baba (rendőr) rendezte: Bujtor István
- 1991-1998: Família Kft. (Vili) rendezte: Szurdi Miklós
- 2006-2008: Mi kérünk elnézést! (Various)
- 2012: Jóban Rosszban (Zentai Attila)
- 2017: Munkaügyek (BKK-s)
- 2019-2020: Drága örökösök (Miki)
- 2021: Ítélet és kegyelem (Wunyewsky százados) rendezte: Szikora János

## Díjak, kitüntetések
- Társulati díj - Vörösmarty Színház, az évad legjobb alakításáért – 2006 [1]
- Aranyalma díj (Fejér Megyei Hírlap) – 2006. év legjobb színésze (2007)[2]
- Pro Theatro Civitatis Albae Regalis díj - Székesfehérvár Megyei Jogú Város Önkormányzatának díja, a város közéletében való kiemelkedő teljesítményért, a köz érdekében végzett tevékenységért, Székesfehérvár szellemi és anyagi gyarapodásához való hozzájárulásáért.(2019)